# Kevin Ford
Kevin Anthony Ford (* 7. července 1960 ve městě Portland, Indiana, USA) byl původně pilot amerického vojenského letectva, od července 2000 je astronautem oddílu astronautů NASA. Do vesmíru se dostal na dva týdny jako člen posádky raketoplánu Discovery při letu STS-128 na Mezinárodní vesmírnou stanici (ISS) v srpnu – září 2009. Podruhé na ISS pracoval jako člen Expedice 33 a 34 od října 2012 do března 2013.

## Život

### Mládí, letec
Kevin Anthony Ford se narodil v Portlandu v Indianě, dětství a mládí prožil v Montpelier ve stejném státě. Na University of Notre Dame roku 1982 získal bakalářský titul v oboru leteckého a kosmického strojírenství. Téhož roku nastoupil k vojenskému letectvu, během dvou let absolvoval letecký výcvik. V letech 1984–1987 sloužil v Německu, poté na Islandu.
Od roku 1989 byl přeložen do Spojených států, zprvu studoval na Troy State University mezinárodní vztahy (magistr 1989) a ve škole zkušebních pilotů na Edwardsově letecké základně, v letech 1991–1994 sloužil ve 3247. zkušební peruti (3247th Test Squadron) na základně Eglinově letecké základně, současně získal titul magistra leteckého a kosmického strojírenství na University of Florida. Poté studoval v Technologickém institutu letectva (Air Force Institute of Technology), tříletou výuku završil roku 1997 ziskem titulu doktora věd (Ph.D.). Do vojenské služby se vrátil na post ředitele pro plánování a program školy zkušebních pilotů na Edwardsově základně.

### Astronaut

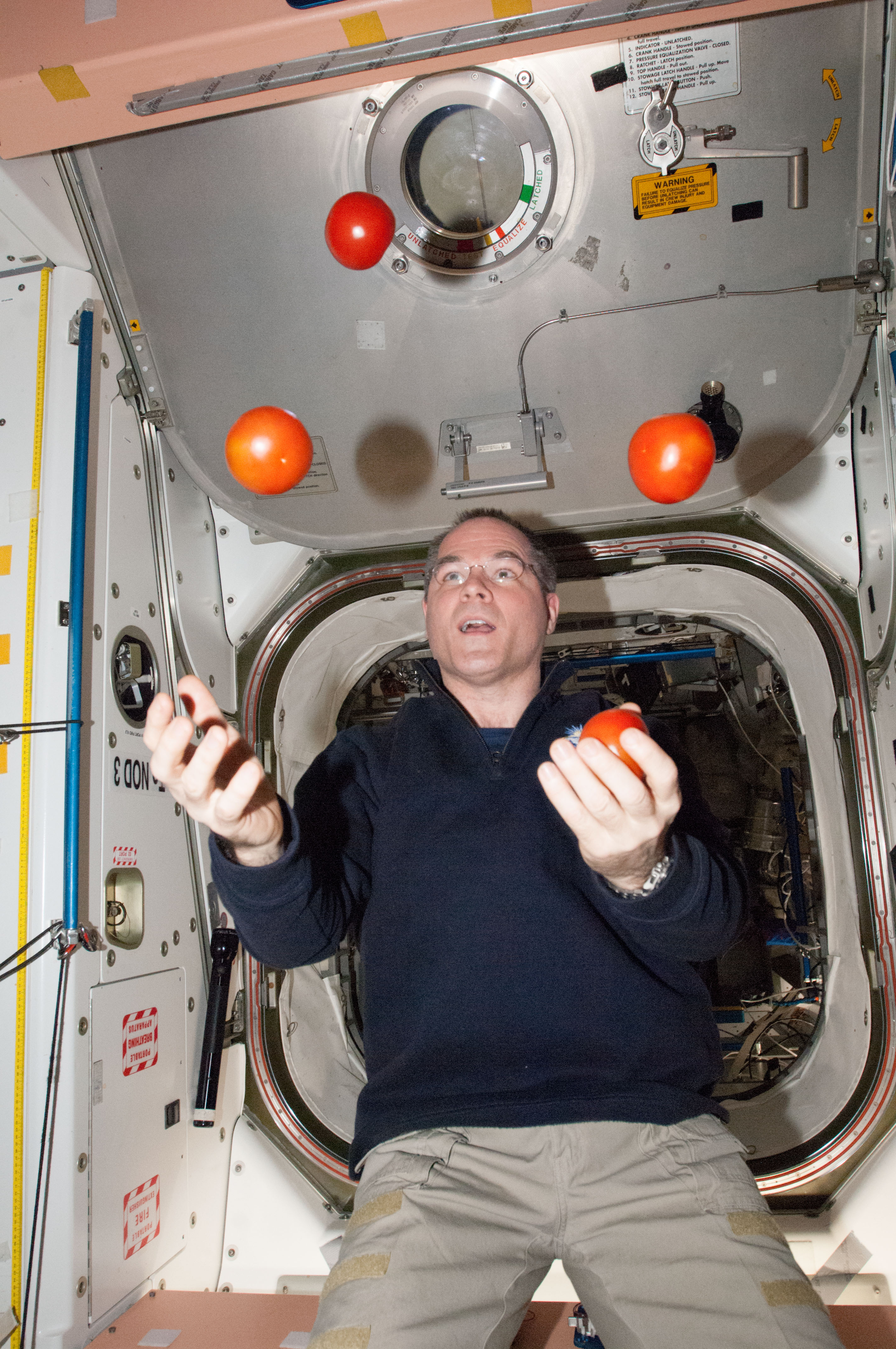
Kevin Ford žongluje s rajčaty. Modul Unity Mezinárodní vesmírné stanice, 3. března 2013.

Přihlásil se 15. náboru astronautů NASA roku 1994, propracoval se pouze mezi 122 finalistů, v 16. náboru o dva roky později skončil se stejným výsledkem, jen finalistů bylo 121. Až v 18. náboru zaznamenal úspěch a 26. července 2000 byl zařazen mezi americké astronauty. Zahájil roční kosmonautický výcvik a získal kvalifikaci „pilot“ raketoplánu.
V červenci 2008 NASA zveřejnila Fordovo jmenování do posádky letu STS-128 plánovaného na následující rok. Do vesmíru odstartoval 29. srpna 2009 na palubě raketoplánu Discovery. Cílem mise byla doprava zásob a vybavení na Mezinárodní vesmírnou stanici (ISS). Let trval 13 dní, 20 hodin a 54 minut.
V únoru 2010 byl zařazen do posádky Expedic 33 a 34 na ISS s plánovaným startem 30. září 2012. K druhému letu vzlétl 23. října 2012 jako palubní inženýr Sojuzu TMA-06M společně s Olegem Novickým a Jevgenijem Tarelkinem. S Mezinárodní vesmírnou stanicí (ISS) se loď spojila 25. října 2012 v 12:29:34 UTC. Poté se trojice kosmonautů zapojila do práce Expedice 33, resp. od prosince 2012 Expedice 34, které byl Ford velitel. Dne 15. března 2012 v 23:43 UTC se Ford a jeho ruští kolegové se svým Sojuzem TMA-06M odpojili od stanice a druhý den v 03:06 UTC přistáli v kazašské stepi severovýchodně od Arkalyku. Ve vesmíru strávil 143 dní, 16 hodin a 15 minut.
Kevin Ford je ženatý, má dvě děti.